# 3C 58
3С 58 - це пульсар і залишок наднової в Чумацькому Шляху, який, можливо, пов'язаний з надновою SN 1181. Проте є певні ознаки, які вказують на те, що пульсару може бути декілька тисяч років, і тоді він не є пов'язаний з цією надновою.
3C 58 вирізняється дуже високою швидкістю охолодження, яка не піддається поясненню за допомогою стандартних теорій формування нейтронної зірки. Передбачається, що екстремальні умови всередині зорі спричиняють високий нейтринний потік, який забирає енергію назовні і зірка остигає.
Зоря розташована в напрямку сузір'я Кассіопеї і відстань до неї оцінюється в 10 000 світлових років.
3C 58 була запропонована як можлива кваркова зоря.